# 月光光新慌慌
《月光光新慌慌》（英語：Halloween）是一部於2018年上映的美國恐怖片，由大衛·高登·格林執導，並由格林、丹尼·麥布萊和傑夫·佛萊德利共同撰寫劇本。該片是《月光光心慌慌》系列的第十一部電影作品，同時作為1978年電影《月光光慌慌》的直接續集，以追溯形式修正整個電影系列，忽視1978年電影之後的所有續集。潔美·李·寇蒂斯和尼克·坎斯羅回歸飾演洛莉·史特羅德和麥克·邁爾斯，而由特技演員詹姆斯·朱德·寇特尼全片飾演邁爾斯；其他新增演員包括茱蒂·葛瑞兒、安蒂·馬提恰克、威爾·派頓和維吉妮亞·嘉納。
當次元影業為系列推出新續集失敗後，影業將製作續集權轉交給米拉麥克斯影業，隨即跟布倫屋製片公司聯合製作這部新續集電影。首部電影的導演約翰·卡本特則會在片中擔任執行製片人、創意顧問和作曲家。該片由環球影業發行，並定於2018年10月19日在美國上映。
影片上映後獲得普遍好評，認為這是該系列創始以來推出的最棒續集，回歸飾演女主角的寇蒂斯的演出獲贊。票房達到2.53億美元，作為系列票房成績最佳，打破1996年恐怖電影《驚聲尖叫》的票房成績。隨著口碑和票房雙贏，影片的續集已開始前置作業。續集《月光光新慌慌：萬聖殺》定於2021年10月15日在美國上映。

## 劇情
2018年10月，美國伊利諾州哈頓費爾德小鎮發生的萬聖節謀殺案已過去四十年，兩位犯罪紀實播客搭檔亞倫·柯瑞和黛娜·海恩斯來到沃倫縣的史密斯林療養院，探望事件後就被拘禁於此的麥克·邁爾斯。他們短暫訪問麥克的主治醫生蘭比爾·薩丁，了解到薩丁從麥克的前醫生山繆·魯米斯手中接任治療和觀察工作，在他的陪伴下會見麥克一面，希望能在麥克移送出療養院至另一座精神病院前，問出任何關於他“殺人動機”的線索。訪問時，亞倫拿出他從本地警方要到的麥克殺人時所戴的白色面具證物，但麥克仍然一言不發、毫無反應。
當初從麥克手中死裡逃生的洛莉·史特羅德，如今獨居在伊利諾州野外一棟加強性防禦戒備的屋子，兩度離婚的她除了酗酒以外，這些年都在為麥克的“脫逃”做好萬全準備。洛莉因此和住在鎮上的女兒凱倫關係疏遠，但和孫女艾莉森有著密切來往。當天晚上，麥克等精神病人乘坐的病院巴士在路上發生車禍，讓麥克逃離監禁殺死路過的一對父子後搶走卡車。隔天的萬聖節時，麥克注意到亞倫和黛娜到過他姐姐茱蒂絲的墳墓前，跟蹤他們至一間加油站，順勢殺死裡面的店員和修理工搶走衣服。他在廁所裡偷襲殺害亞倫和黛娜，拿回並戴上面具後開始一路回去家鄉。
洛莉得知車禍後深知麥克會來，試圖警告凱倫和她的丈夫雷，但警告沒有被凱倫重視。夜晚，麥克路過社區開始沿路入侵住宅，拿一把菜刀殺害他所遇到的住戶，同時殺害艾莉森當時在做保姆的好友薇琪和其男友戴夫。偵辦案件的副警長法蘭克·霍金斯，由於四十年前最先逮捕過麥克而深知事態嚴重，與聽到警方通報而一同追來的洛莉雙雙遇上。洛莉看到麥克逃離後開槍擊中他的肩膀，但麥克還是逃跑，洛莉伴隨大批警方說服凱倫一家到她的屋子躲避。同時，在高中舞會裡的艾莉森目睹男友卡麥隆喝醉偷情，因此陪好友奧斯卡離開學校，但兩者路上不慎碰見麥克，導致奧斯卡當場被殺，而艾莉森跑到街區中求救時被住戶收留。薩丁從病院巴士車禍中清醒後決定協助警方，陪霍金斯沿路尋找麥克，途中營救艾莉森後注意到街上的麥克，霍金斯立即全速將麥克撞倒在地。
霍金斯剛要殺死麥克永絕後患，薩丁卻因為癡迷於打算探究出麥克的真正心理，反而刺傷霍金斯後將昏倒的麥克接上車。薩丁向艾莉森揭露是自己促成巴士車禍發生而讓麥克逃出，得以讓麥克繼續充當“頂級掠食者”追殺洛莉，完成四十年前未完成的使命藉以重塑他自我。當薩丁開警車到洛莉屋子旁時，原本期待能看到自己的病人麥克大顯身手，卻被後座醒來的麥克制伏且踩碎頭。艾莉森逃入森林後，麥克殺死看守洛莉房子的兩位警察後到院子裡，並殺死毫無防備的雷。洛莉讓凱倫藏身於避難用的地下室後，跟麥克正面交鋒而開槍打斷他左手兩根手指，但麥克仍然入侵屋子裡不知下落。
洛莉親自在屋子各處尋找，每當檢查過一間房便用鐵閘封鎖起來，而躲在二樓臥房的麥克伏擊洛莉並將她推下二樓陽台。艾莉森不久後趕到屋子裡，跑到地下室和母親團聚。凱倫靠演戲引誘麥克走入自己視線後開槍擊中他，摔傷倖存的洛莉用平底鍋將麥克打入地下室中，麥克一度起身拉住凱倫，直到被艾莉森拿起麥克的兇刀刺傷他的手。洛莉一家立即將實為“陷阱”的地下室封鎖，將麥克徹底關在下面後啟動引火裝置，將麥克在內的整棟屋子付之一炬。負傷的一家人逃出去後被一輛路過的卡車營救走，而艾莉森手中仍然緊握著麥克的兇刀。
但是在燃燒的地下室中，麥克卻再次不見蹤影。在片尾最後，麥克沉重的呼吸聲再次傳來，使他的命運成為“未知數”。

## 演員
| 演員                                   | 角色                                              | 簡介 |
| 潔美·李·寇蒂斯 Jamie Lee Curtis        | 洛莉·史特羅德 Laurie Strode                       | 1978年萬聖節大屠殺的倖存者，事件後罹患上創傷後壓力症候群，經歷兩度離婚並疏遠女兒等家人，一直在為麥克“脫逃”做準備。 |
| 茱蒂·葛瑞兒 Judy Greer                 | 凱倫·尼爾森 Karen Nelson                          | 洛莉的女兒，從小被母親教導一系列生存手段，直到12歲時被社工強行遠離她的母親。蘇菲亞·米勒飾演年幼的凱倫。            |
| 安蒂·馬提恰克 Andi Matichak            | 艾莉森·尼爾森 Allyson Nelson                        | 凱倫的女兒，洛莉的孫女，是鎮上高中的高材生，瞞著母親和祖母洛莉有著密切來往。                                       |
| 詹姆斯·朱德·寇特尼 James Jude Courtney | 麥克·邁爾斯／面具殺人魔 Michael Myers / The Shape | 1978年萬聖夜大屠殺的主兇，四十年來被關在療養院，如今再次脫逃後準備回到哈頓菲爾德展開另一次血腥屠殺。               |
| 尼克·坎斯羅 Nick Castle                | 麥克·邁爾斯／面具殺人魔 Michael Myers / The Shape | 站在二樓窗前和洛莉對視的麥克，這是尼克·坎斯羅四十年來首次回歸飾演麥克·邁爾斯。                                     |
| 威爾·派頓 Will Patton                  | 法蘭克·霍金斯 Frank Hawkins                       | 執勤小鎮多年的副警長，與洛莉有過一段情，是1978年最先逮捕麥克的警員之一，如今再次負責追緝麥克。                     |
| 維吉妮亞·嘉娜 Virginia Gardner         | 薇琪 Vicky                                        | 艾莉森最好的朋友，在萬聖節當晚做閒職保姆。                                                                         |
| 哈魯克·比爾金納 Haluk Bilginer         | 蘭比爾·薩丁 Dr. Ranbir Sartain                    | 麥克的心理醫師，同時也是麥克的前心理醫生山繆·魯米斯的學生，從已故魯米斯手中接任工作，同樣致力於探究麥克的心裡。    |
| 傑佛遜·霍爾 Jefferson Hall             | 亞倫·柯瑞 Aaron Corey                             | 犯罪紀實播客主持人，追尋1978年萬聖節屠殺案很長時間，蒞臨療養院訪問麥克本人。                                       |
| 萊恩·瑞斯 Rhian Rees                   | 黛娜·海恩斯 Dana Haines                           | 亞倫的搭檔，同身為犯罪紀實播客主持，跟他一起訪問麥克。                                                             |
| 托比·哈斯 Toby Huss                    | 雷·尼爾森 Ray Nelson                              | 凱倫的丈夫，艾莉森的父親，待人總是一副幽默自在的態度。                                                             |
| 狄倫·阿諾 Dylan Arnold                 | 卡麥隆·伊雷姆 Cameron Elam                        | 本地高中生，艾莉森的男友，是首部電影中的角色隆尼·伊雷姆（Lonnie Elam）的兒子。                                     |

## 製作
2016年5月23日，米拉麥克斯影業與布倫屋製片公司正在發展一部新的《月光光慌慌》電影，兩家公司都將共同出資製作。《月光光心慌慌》（1978年）的導演約翰·卡本特將會擔任執行製片人和創意顧問。卡本特說，「原版《月光光心慌慌》的三十八年後，我將幫助他們嘗試使這第十部續集是最可怕的一部。」2017年2月9日，卡本特宣布，新的《月光光心慌慌》電影將於2018年10月19日在美國上映，由大衛·高登·格林執導並與丹尼·麥布萊共同編劇。該片為《月光光慌慌》（1978年）的直接續集。2017年9月，潔美·李·寇蒂斯證實，她將回歸出演洛莉·史特羅德一角。該片將由環球影業發行，這也是該公司自《月光光心慌慌3：巫法巫天》（1982年）後首次參與該片的發行。2017年10月，卡本特證實，該片的故事線將會忽略前幾部續集。2018年4月20日，證實卡本特正在為電影創作新的配樂。

## 發行
該片由環球影業發行，並定於2018年10月19日在美國上映。

### 評價
《月光光新慌慌》獲得了普遍好評。在爛番茄上根據317條評論，持有79%的新鮮度，平均得分6.8／10。而在Metacritic上則獲得了67分。據CinemaScore調查，觀眾的評價在A+至F間落於「B+」。

### 票房
2018年9月，初步預估《月光光新慌慌》能在首週獲得4000萬美元至5000萬美元的票房成績。在上映前兩週的10月5日，其首週末票房預估增至6000萬美元。到上映當週，分析師預估該片在首週末能從3928間戲院中取得7000萬美元的票房。該片在週四晚間的先行場取得770萬美元，成為《牠》（2017年）與《鬼入鏡3》（2011年）後第三高的R級恐怖片。之後在首日（含週四成績）共獲得了3330萬美元的票房，這讓週末預估值增至8000萬美元。該片在美國首週末獲得了高達7620萬美元的票房佳績，除了位居當週冠軍外還成為10月史上最佳的首映週末成績，以及《月光光心慌慌》系列中最高的紀錄。該片的首週紀錄也是史上由55歲以上的女演員主演的電影中最高之成績。
| 上一届： 《猛毒》 | 2018年美國週末票房冠軍 第42-43週 | 下一届： 《波希米亞狂想曲》 |

## 續集
2019年7月19日，宣布續集《Halloween Kills》和《Halloween Ends》將於2020年10月16日及2021年10月15日在美國上映。2020年7月，由於受冠狀病毒病疫情影響，電影延期至2021年10月15日在美國上映。

## 外部連結
- 互联网电影数据库（IMDb）上《月光光新慌慌》的资料（英文）
- Box Office Mojo上《月光光新慌慌》的資料（英文）
- Metacritic上《月光光新慌慌》的資料（英文）
- 爛番茄上《月光光新慌慌》的資料（英文）
- AllMovie上《月光光新慌慌》的资料（英文）
- 開眼電影網上《月光光新慌慌》的資料（繁體中文）
- 时光网上《月光光新慌慌》的資料（简体中文）
- 豆瓣电影上《月光光新慌慌》的資料 （简体中文）